# Schron obok Dzwonu
Schron obok Dzwonu – schronisko obok skały Dzwon w Dolinie Kobylańskiej na Wyżynie Olkuskiej będącej częścią Wyżyny Krakowsko-Częstochowskiej. Znajduje się w granicach wsi Kobylany w województwie małopolskim, w powiecie krakowskim, w gminie Zabierzów.

## Opis obiektu
Jest to niewielki schron znajdujący się po lewej stronie (patrząc od dołu) skały Dzwon, na wysokości około 30 m nad dnem doliny. Dojście do niego niezbyt trudną wspinaczką w skale (II w skali polskiej). Powstał w późnojurajskich wapieniach skalistych i jest pochodzenia krasowego. Jest suchy i w całości widny. W jego otworze rosną mchy, porosty, glony i zanokcica skalna. Ze zwierząt obserwowano pająki sieciarze (Meta).
Dokumentację i plan sporządził J. Nowak w czerwcu 2003 r..

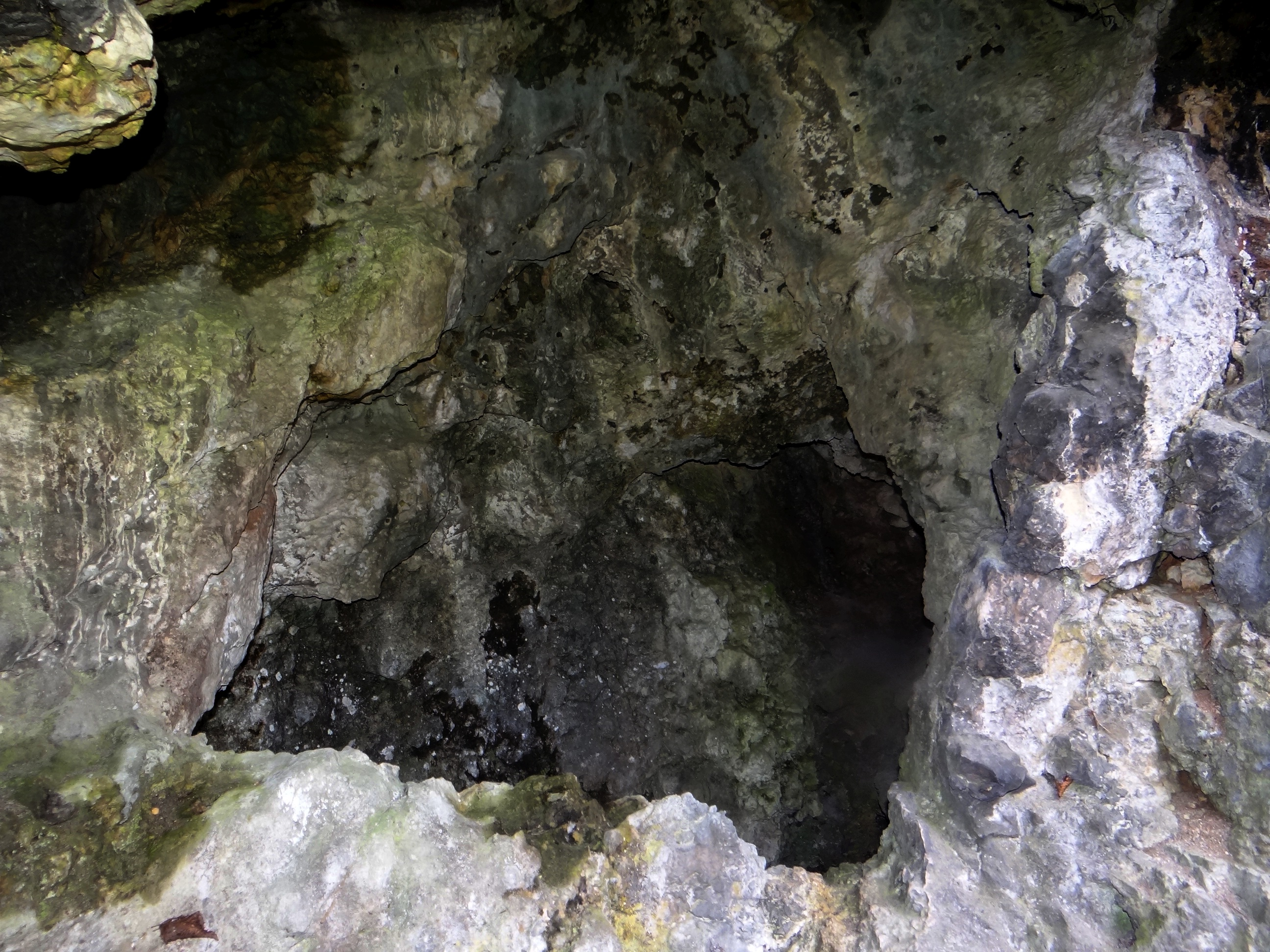